# Base Aérea de Las Minas

i7
i11
i13
Base Aérea de Las Minas (auch als Aeródromo de Hiendelaencina-Alto Rey bekannt)  ist ein spezieller von der spanischen Luftfahrtbehörde zugelassener Flugplatz der Gruppe Aeródromo Servicio Forestal (Centro Comarcal de Emergencias) für Löschflugzeuge und Hubschrauber im Gemeindegebiet von  Hiendelaencina, Ortsteil Robledo de Corpes in der Provinz Guadalajara der Autonomen Region Kastilien-La Mancha.
Der Flugplatz befindet sich im großen bewaldeten Gebiet in den Bergen der Sierra de Alto Rey, in der Nähe zum Fluss Río Bornova in einer Höhe von 1250 Meter. Er wird von der Junta de Comunidades de Castilla-La Mancha betrieben. Am Flugplatz befinden sich Unterkünfte für die Flugbereitschaft, Löschwassertankanlagen, Hangar und Tankstelle. 1998 wurde die gesamte Flugplatzanlage der Base Aérea de Las Minas für rund 50 Millionen Pestas erneuert und die Start- und Landebahn asphaltiert. Im Jahre 2012 wurde das Centro Comarcal de Emergencias erweitert, die Baukosten betrugen rund 350.000 Euro.